# Citomegalovírus
Citomegalovírus são herpesvírus com alta especificidade com relação ao hospedeiro e que pode causar infecção em humanos, em macacos e em roedores, levando à aparição de células grandes, que apresentam inclusões intranucleares. No caso específico do ser humano, produz a doença de inclusão citomegálica. Tem sido encontrado em indivíduos com tumores benignos ou malignos, e em portadores de HIV.
O CMV é encontrado em todas as regiões geográficas e grupos socio-econômicos.  É uma das mais comuns doenças transmitidas verticalmente, com seroprevalência variando de 45% a 100%. Cerca de 50% a 80% dos adultos nos Estados Unidos são infectados pelo vírus.
A seroprevalência é dependente da idade: 58,9% dos indivíduos com 6 anos ou mais são infectados, enquanto 90,8% dos indivíduos com 80 anos ou mais são infectados. O CMV também é o vírus mais frequentemente transmitido de uma gestante para o feto em desenvolvimento.
No Brasil, estudos de seroprevalência na população entre 15 e 45 anos de idade revelaram 81% de positividade na cidade do Rio de Janeiro e aproximadamente 90% na cidade de São Paulo e no estado de Santa Catarina.
A infecção por CMV é maior em países em desenvolvimento e em comunidades com status socioeconômico menor e representa a causa viral mais significante de defeitos de nascimento em países industrializados. Em média, mundialmente, a infecção tende a ser 20%—30% mais frequente em não-brancos, e mais comum em mulheres.

## Designação da espécie
O Citomegalovirus (CMV) é um vírus DNA de fita dupla, membro da família Herpesviridae e possui o maior genoma nessa família. O CMV cresce em células humanas, replicando-se melhor em fibroblastos.
O CMV geralmente provoca uma infecção assintomática, mas permanece latente durante a vida e pode reativar. A infecção primaria ocorre em indivíduos soronegativo para CMV que na grande maioria pode evoluir para complicações mais graves, já a infecção secundária ocorre em casos de reativação da infecção latente, reinfecção ou em uma pessoa sorologicamente positiva para CMV.
Em imunocompetentes, a doença sintomática geralmente se manifesta com síndrome da mononucleose. Manifestações clínicas importantes da doença por CMV (reativação de infecção latente ou primo-infecção) frequentemente se desenvolvem em pacientes imunocomprometidos, como indivíduos com recente transplante, portadores de HIV, pacientes com corticoterapia em altas doses, Lúpus eritematoso sistêmico, artrite reumatoide ou psoríase.
O CMV pode afetar qualquer órgão do corpo em imunossuprimidos, resultando em febre de origem desconhecida, pneumonia, hepatite, encefalite, mielite, colite, uveíte, retinite e neuropatia. Os pacientes de maior risco para contrair a infecção são indivíduos que trabalham com crianças, pacientes submetidos a transfusão sanguínea ou contato direto com fluidos corporais de uma pessoa contaminada.
O CMV é transmitido de pessoa a pessoa por contato com fluidos corporais de indivíduos soropostivo para o vírus. Pode ser transmitido pela placenta, transfusão sanguínea, transplante de órgãos, relação sexual e amamentamento materno.  
A técnica de PCR apresenta elevada sensibilidade e especificidade, sendo indicada nos casos de alterações neurológicas, diagnóstico pré-natal, infecção do recém-nascido, após transplante e em indivíduos portadores do HIV.

## Espécies
| Nome                         | Abv.     | Hospedeiro          |
| ---------------------------- | -------- | ------------------- |
| Cercopithecine herpesvirus 5 | (CeHV-5) | Chlorocebus sp.     |
| Cercopithecine herpesvirus 8 | (CeHV-8) | Macaco-reso         |
| Human herpesvirus 5          | (HHV-5)  | Humanos             |
| Pongine herpesvirus 4        | (PoHV-4) | ?                   |
| Aotine herpesvirus 1         | (AoHV-1) | (Tentative species) |
| Aotine herpesvirus 3         | (AoHV-3) | (Tentative species) |

## Transmissão e prevenção
A transmissão do CMV ocorre de pessoa para pessoa através de fluidos corporais. A infecção requer contato íntimo com a pessoa que excreta o vírus através de sua saliva, urina ou outros fluidos corporais. O CMV pode ser sexualmente transmitido e também pode ser transmitido através do leite materno, transplante de órgão e raramente através de transfusão sanguínea.
Embora o CMV não seja altamente contagioso, tem se demonstrado que ele se espalha em residências e entre crianças em escolas. A transmissão do vírus é frequentemente prevenível porque ele é mais frequentemente transmitido através do nariz ou boca para uma pessoa susceptível.
A simples lavagem de mãos com água e sabão é efetiva em remover o vírus das mãos.
A infecção do CMV sem sintomas é comum em crianças e, como resultado, não é necessário retirar uma criança infectada de uma escola ou instituição. Da mesma maneira, os pacientes hospitalizados com o vírus não precisam ser separados ou isolados.